# Hrungnir-Herz

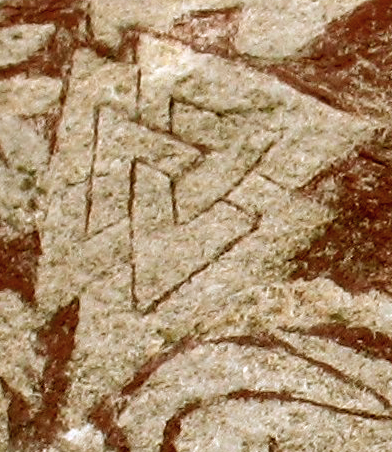
Dreiecksymbol, Detail vom Bildstein von Stora Hammars

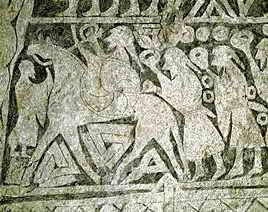
Odin mit Sleipnir, Dreiecksymbole (Bildstein von Tängelgårda)

Das sogenannte Hrungnir-Herz (altnordisch Hrungnis hjarta) ist die Bezeichnung des steinernen Herzens des Riesen Hrungnir im Kontext der überlieferten mythologischen Texte und Stoffe des Kreises der Thorsmythen der altnordischen Literatur. Snorri Sturluson sammelte und bearbeitete diese Überlieferungen in seiner Prosa-Edda, im Skáldskaparmál aus dem frühen 13. Jahrhundert. Er fügte entgegen der älteren mythischen Schilderung der Auseinandersetzung Thors mit dem Riesen bei Þjóðólfr ór Hvinis Haustlǫng die Schilderung des Herzens und dessen Aussehen ein. So wie es Snorri betonte, kannte er diese aus seiner eigenen zeitgenössischen Anschauung heraus aus den ihm geläufigen Reliefs und Ritzungen auf Gedenk- und Runensteinen und von weiteren bildlichen Darstellungen.
Snorris Bemerkung zur Form des Herzens wird spekulativ mit den in sich verwinkelten Dreiecksymbolen verglichen, wie sie exemplarisch auf gotländischen Bildsteinen in unterschiedlichen szenischen Motiven integriert überliefert sind und als Holzschnitzereien der Grabausstattung und Beigaben des Oseberg-Schiffs. Von dieser Form finden sich im Fundniederschlag nach Tom Hellers von der Wikingerzeit bis ins hohe Mittelalter einundzwanzig Belege, die er in vier Formen kategorisiert. Möglicherweise ist das Hrungnir-Herz Snorris des Weiteren mit einer bestimmten Art der Triskele vergleichbar, wie sie unter anderen auf dem Runenstein von Snoldelev geritzt wurde. Dieses Zeichen wird aus drei verwinkelten Trinkhörnern gebildet und wäre nach dem Mediävistiker Rudolf Simek, wenn es keine stilistische Variation ist, vom Symbol der Bildsteine zu trennen. Auffällig ist bei den gotländischen Darstellungen, dass diese in Verbindung mit Odin stehen und nicht wie bei Snorri in die Sphäre Thors fallen. Die Verbindung mit Odin, beziehungsweise die Bildmotive mit Odinsmythen werden als Bezug zum Totenkult gedeutet.
Ein fälschlicher, so Simek, ist der neuzeitliche Begriff Valknut (Valknútr „Knoten der Gefallenen“) aus dem Norwegischen. Hellers führte daher für die Bezeichnungen „Hrungnir-Herz“ und „Valknut“ den Begriff der „Nordischen Dreieckssymbole“ ein.